# Stefano Pesce
Stefano Pesce (Bologna, 19 ottobre 1967) è un attore italiano.

## Biografia
È figlio di Mauro Pesce, biblista e storico delle religioni, e di Adriana Destro, antropologa, entrambi docenti dell'Università di Bologna. Diplomatosi nel 1996 presso la Scuola d'Arte Drammatica Paolo Grassi di Milano, nel 1998 consegue la specializzazione seguendo il corso attori con Luca Ronconi presso il Teatro Argentina di Roma.
È noto soprattutto per aver recitato nella serie TV R.I.S. - Delitti imperfetti, in cui interpreta il ruolo di Davide Testi. Precedentemente ha preso parte a numerose altre produzioni teatrali, cinematografiche e televisive, tra cui le serie TV Incantesimo 4, Distretto di Polizia 9 e Cuore contro cuore, e i film per il cinema Ma che colpa abbiamo noi, Amore a prima vista e Da zero a dieci, con cui partecipa al 55º Festival di Cannes.
Tra il 2007 e il 2008 ha partecipato a varie fiction televisive come protagonista: Tutti i rumori del mondo, Il commissario De Luca e Amiche mie. Nel 2009 interpreta il ruolo del poliziotto Lorenzo Monti in Distretto di Polizia 9.
Al cinema si è notato tra gli altri in Da zero a dieci di Luciano Ligabue, dove interpretava il ruolo del fratello di Ivan Benassi detto Freccia, protagonista del precedente film del rocker di Correggio Radiofreccia e interpretato da Stefano Accorsi a cui Pesce assomigliava molto.

## Filmografia

### Cinema
- Facciamo Paradiso, regia di Mario Monicelli (1995)
- Amore a prima vista, regia di Vincenzo Salemme (1999)
- Almost Blue, regia di Alex Infascelli (2000)
- Da zero a dieci, regia di Luciano Ligabue (2002)
- Ma che colpa abbiamo noi, regia di Carlo Verdone (2003)
- La porta delle 7 stelle, regia di Pasquale Pozzessere (2005)
- Leoni, regia di Pietro Parolin (2015)
- La bugia bianca, regia di Giovanni Virgilio (2015)
- Il giorno più bello del mondo, regia di Alessandro Siani (2019)
- Destini, regia di Luciano Luminelli (2019)
- Diabolik, regia dei Manetti Bros. (2021)
- Tapirulàn, regia di Claudia Gerini (2022)
- Sposa in rosso, regia di Gianni Costantino (2022)
- La California, regia di Cinzia Bomoll (2022)
- Lo sposo indeciso, regia di Giorgio Amato (2023)
- Il paese del melodramma, regia di Francesco Barilli (2023)
- Una storia nera, regia di Leonardo D'Agostini (2024)

### Televisione
- Don Fumino, regia di Nanni Fabbri e Romolo Siena (1993)
- La squadra, registi vari (2000)
- Incantesimo 4, regia di Alessandro Cane e Leandro Castellani (2001)
- La casa dell'angelo, regia di Giuliana Gamba - film TV (2002)
- Sospetti 2, regia di Gianni Lepre (2003)
- Distretto di Polizia 4, regia Monica Vullo – serie TV, episodi 4x01-4x03-4x04 (2003)
- Cuore contro cuore, regia di Riccardo Mosca (2004)
- R.I.S. - Delitti imperfetti, regia di Alexis Sweet, 12 episodi (2005)
- R.I.S. 2 - Delitti imperfetti, regia di Alexis Sweet, 16 episodi (2006)
- Saturday Night Live from Milano, regia di Lorenzo Lorenzini (2006)
- R.I.S. 3 - Delitti imperfetti, regia di Alexis Sweet e Pier Belloni, 16 episodi (2007)
- Tutti i rumori del mondo, regia di Tiziana Aristarco (2007)
- Il commissario De Luca, regia di Antonio Frazzi (2008)
- Amiche mie, regia di Paolo Genovese e Luca Miniero (2008)
- Distretto di Polizia 9, regia di Alberto Ferrari, 26 episodi (2009)
- Il tredicesimo apostolo - La rivelazione, regia di Alexis Sweet (2012–2014)
- I ragazzi dello Zecchino d'Oro, regia di Ambrogio Lo Giudice (2019)
- Il silenzio dell'acqua - seconda stagione, regia di Pier Belloni (2020)
- L'ispettore Coliandro, regia dei Manetti Bros., episodio 8x04 (2021)
- Vivere non è un gioco da ragazzi, regia di Rolando Ravello - serie TV, 4 episodi (2023)
- I fantastici 5, regia di Alexis Sweet - serie TV, episodi 3-4-7 (2024)

### Audiolibri
- Il mercante di libri maledetti

### Cortometraggi
- Il sogno (1994)
- Ciò che rimane (1995)
- Vicinato (1995)
- 5 aprile (1996) Festival di Venezia
- Rome time elevator (2000)
- Paolo Nulla (2001)
- Persi (2014)

### Internet
Per Sinarra.tv ha realizzato una video-narrazione de Il Misantropo di Molière e Caligola di Albert Camus.

## Teatro
- Sogno di una notte di mezza estate (1995)
- Amore e miseria del Terzo Reich, regia di G. Dall'aglio (1996)
- La rosa tatuata, regia di G. Vacis (1998)
- Questa sera si recita a soggetto, regia di Luca Ronconi (1999)
- Macbeth di William Shakespeare, regia di M. Bellocchio (2000)
- Caligola e la luna - dramma musicale in bianco e nero regia di O. Cenci (2010)
- Il Frigorifero - monologo di T. Avati (2011)
- Crisi - monologo di Stefano Pesce (2012)
- Servo per due, regia di R. Bean (2013)